# ميني وايت
ميني وايت هي موسيقية وملحنة كندية، ولدت في 1 أبريل 1916 في سانت ألبانز، وتوفيت في 15 ديسمبر 2001.

## وصلات خارجية
- ميني وايت على موقع ميوزك برينز (الإنجليزية)
- ميني وايت على موقع ديسكوغز (الإنجليزية)